# Nawrozkhel
Nawrozkhel est un village de la vallée de Tagab, dans la province de Kapisa, en Afghanistan.